# Karen
Karen (Karen-Pahlevi, Karan-Vand, -Karan, -Kiran, -Qaran, -Qaren) je bila plemenitaška obitelj. Bila je jedna od sedam velikih partskih klanova, koja je bila iranskog podrijetla.
Kareni su bili iz Hirkanije. Glavni im je grad bio Nahavand, 65 km južno od Ekbatane, današnjeg Babola u Iranu.
Ogranci ove obitelji su plemenitaške obitelji Kamsarakan (armenska) i Pavlenišvili (gruzijska).